# Darracq Type X
La Type X era un'autovettura di fascia medio-bassa prodotta nel 1906 dalla Casa automobilistica francese Darracq.

## Profilo
La Type X fu lanciata all'inizio del 1906 e fu chiamata a raccogliere l'eredità della Type C, vetturetta di gran successo per la Casa di Suresnes all'inizio del Novecento.

La Type X era una piccola vettura in configurazione single-phaeton equipaggiata da un motore più grande di quello della sua progenitrice: si trattava infatti di un monocilindrico sistemato anteriormente, da 1040 cm³, in grado di erogare una potenza massima di 9 CV. La trazione era posteriore ed il cambio era a 3 marce.

Dal punto di vista telaistico, la Type X era provvista di sospensioni a balestra sia davanti che dietro, mentre l'impianto frenante consisteva in tamburi montati solo al retrotreno.

La velocità massima era di 35 km/h.

La produzione della Type X terminò alla fine dello stesso anno.